# Fédération de Curaçao de football
La Fédération de Curaçao de football est une association qui regroupe les clubs de football de Curaçao et organise les compétitions nationales et les matchs internationaux de la sélection de Curaçao.
Fondée en 1921 sous le nom de Curaçaose voetbalbond ((nl) (CVB), affiliée à la FIFA depuis 1932, elle est l'héritière de l'ancienne Fédération des Antilles néerlandaises de football (Nederlands Antilliaanse Voetbal Unie (nl) NAVU) qui l'a remplacée entre 1958 et 2011 et qui est devenue membre de la CONCACAF en 1961. À la suite de la dissolution des Antilles néerlandaises, en 2010, la Fédération de Curaçao de football a repris ses droits et a été reconnue par la FIFA dès le 9 février 2011 sous le nom de « Federashon di Futbol Korsou » (FFK en papiamento)).
Une fédération de football distincte pour Bonaire (la Federashon di Futbol Bonierano (FFB)), qui est soutenue par la Fédération néerlandaise (KNVB), a rejoint la CONCACAF en 2013. Cela avait déjà été le cas en 1988 pour Aruba, avec l'Arubaanse Voetbal Bond (AVB).

## Ancien logo

Ancien logo de la NAVU.